# Salusa Labyrinthus
Il Salusa Labyrinthus è una formazione geologica della superficie di Titano.